# (4858) Vorobjov
(4858) Vorobjov es un asteroide perteneciente al cinturón de asteroides, descubierto el 23 de octubre de 1985 por James B. Gibson desde el Observatorio del Monte Palomar, Estados Unidos.

## Designación y nombre
Designado provisionalmente como 1985 UA. Fue nombrado Vorobjov en honor al astrónomo eslovaco Tomáš Vorobjov observador asiduo de asteroides y participante en la "International Astronomical Search Collaboration".

## Características orbitales
Vorobjov está situado a una distancia media del Sol de 2,181 ua, pudiendo alejarse hasta 2,421 ua y acercarse hasta 1,942 ua. Su excentricidad es 0,109 y la inclinación orbital 3,274 grados. Emplea 1177 días en completar una órbita alrededor del Sol.

## Características físicas
La magnitud absoluta de Vorobjov es 14,2. Tiene 3,31 km de diámetro y su albedo se estima en 0,337.